# سیارک ۱۱۶۷۲
سیارک ۱۱۶۷۲ (به انگلیسی: 11672 Cuney، نامگذاری:1998BC15) یازده هزار و ششصد و هفتاد و دومین سیارک کشف شده‌است که در ۲۴ ژانویه ۱۹۹۸ کشف شد.
قدر مطلق سیارک برابر ۱۵٫۵ است.